# نينتندو بوزل كوليكشن
نينتندو بوزل كوليكشن (باليابانية: ニンテンドーパズルコレクション) (بالإنجليزية: Nintendo Puzzle Collection)‏ ، هي لعبة فيديو إلكترونية من نوع ألغاز، أنتجت سنة 2003م، وصدرت حصرية لليابان، وتعمل لنظام التشغيل جيم كيوب.

## روابط خارجية
- نينتندو بوزل كوليكشن على موقع IMDb (الإنجليزية)